# Lac Beaudry
Le lac Beaudry est un plan d'eau douce s’étendant dans les municipalités de Rémigny et de Moffet (pointe Sud du lac, où se situe son embouchure), dans la municipalité régionale de comté (MRC) de Témiscamingue, dans la région administrative de l'Abitibi-Témiscamingue, au Québec, au Canada.
Ce lac fait partie de la partie supérieure du bassin versant de la rivière des Outaouais. La foresterie constitue la principale activité économique du secteur  ; les activités récréotouristiques arrivent en second.
Annuellement, la surface de la rivière est généralement gelée de la mi-novembre à la fin avril, néanmoins, la période de circulation sécuritaire sur la glace est habituellement de la mi-décembre au début d’avril.

## Géographie
Les bassins versants voisins du lac Beaudry sont  :
- côté Nord  : rivière Beaudry, lac Roger (Rémigny), rivière Roger  ;
- côté Est  : lac Grassy (Témiscamingue), rivière des Outaouais, lac Simard (Témiscamingue)  ;
- côté Sud  : rivière des Outaouais, lac Gérin-Lajoie, lac Gaboury (Témiscamingue), lac des Quinze (Témiscamingue)  ;
- côté Ouest  : lac des Quinze (Témiscamingue), rivière des Outaouais.

Le lac épouse la forme d’une hache dont la baie Beaudry constitue la lame. L'embouchure du lac Beaudry est située au fond de la baie du Sud-Est et se décharge dans la Petite rivière Roger laquelle coule vers le Sud en traversant successivement les lacs Gérin-Lajoie, Gaboury et Langelier, jusqu’à la rive Nord du Lac des Quinze (Témiscamingue) lequel est traversé vers l’Ouest par la rivière des Outaouais.

## Toponymie
Le terme « Beaudry » constitue un patronyme de famille d’origine française.
Le toponyme lac Beaudry a été officialisé le 5 décembre 1968 à la Banque des noms de lieux de la Commission de toponymie du Québec.